# Кондратьев, Юрий Григорьевич
Юрий Григорьевич Кондра́тьев (23 октября 1953, Киев — 5 сентября 2023, Киев, Украина) — советский и украинский математик, профессор университета Билефельд, Германия.
- Области исследования: функциональный анализ, математическая физика, стохастика.
- Принадлежит киевской школе функционального анализа, основанной М. Г. Крейном и продолженной Ю. М. Березанским
- Интересы в области математической физики формировались в результате сотрудничества с Московским семинаром статистической физики (Р. Л. Добрушин, Р. А. Минлос, Я. Г. Синай). На работы в области стохастики большое влияние оказало сотрудничество с А. В. Скороходом.

## Основные результаты
Вместе с Ю. М. Березанським написал монографию «Спектральные методы в бесконечномерном анализе» (1988 г.), переведенную на английский язык «Spectral Methods in Infinite Dimensional Analysis» (англ.) (1995 г.).
Вместе с С. Альбеверио, Ю. Козицьким (англ.) и М. Рьокнером (англ.) является автором монографии «The Statistical Mechanics of Quantum Lattice Systems: A Path Integral Approach» (англ.) (2009 г.).
С С. Альбеверио и М. Рьокнером (англ.) начал систематические исследования на пространствах непрерывных конфигураций, которые активно используются учеными по всему миру.
Его имя носит пространство некоторых стохастических обобщенных функций («Kondratiev space» (англ.)).

## Избранные публикации
- Analysis and geometry on configuration spaces (with S. Albeverio and M. Rökner), J. Funct. Anal., 154, 444—500 (1998). (англ.)
- Analysis and geometry on configuration spaces: The Gibbsian case, J. Funct. Anal., 157, 242—291 (1998). (англ.)
- Harmonic analysis on configuration spaces I. General theory (with T. Kuna), IDAQP, 5, 201—233 (2002). (англ.)
- On contact processes in continuum (with A. Skorokhod), IDAQP, 9, 187—198 (2006). (англ.)
- Semigroup approach to non-equilibrium birth-and-death stochastic dynamics in continuum (with D. Finkelshtein and O. Kutovyi),J. Funct. Anal. 262, no. 3, 1274—1308 (2012). (англ.)